# Marc Flavien
Marc Flavien (* 29. Januar 1989 in Fort-de-France) ist ein ehemaliger französischer Straßenradrennfahrer aus Martinique.

## Werdegang
Marc Flavien trat international fast ausschließlich bei Rennen in oder in der Nähe seiner Heimat in Erscheinung. 2018 gewann er bei der Trophée de la Caribe den ersten Teil der dritten Etappe, wurde zweimal Etappenzweiter und belegte in der Gesamtwertung am Ende den dritten Platz. Bei seinem Heimrennen, der Tour de Martinique wurde er Etappendritter auf dem dritten Teilstück nach Le Robert. Im Jahr 2009 entschied er bei der Tour de Martinique die elfte Etappe in Le Lamentin für sich und erzielte seinen ersten Erfolg bei einem UCI-Rennen.
In der Folgesaison gelang Flavien mit dem Sieg auf der zweiten Etappe erneut ein Erfolg bei der Tour de Martinique. Im Jahr 2011 war er einer der dominierenden Fahrer bei der Tour de Martinique und verpasste als Zweiter nur knapp den Gewinn der Gesamtwertung. Zehn der elf Etappen beendete er unter den Top 10, viermal stand er auf dem Podium, davon zweimal als Sieger.
Seit der Saison 2017 wird Flavien nicht mehr in den Ergebnislisten der UCI geführt.

## Erfolge
2009
- ein Etappensieg bei der Tour de Martinique

2010
- ein Etappensieg bei der Tour de Martinique

2011
- zwei Etappensiege bei der Tour de Martinique